# 君岛达己
君岛达己（日语：／ Kimishima Tatsumi，1950年4月21日—）是日本企业家，於2015年9月至2018年6月間擔任任天堂社长。

## 生平
从一桥大学法学部毕业后，君岛进入三和銀行（现三菱东京日联银行）工作，工作地点多在海外，还担任过纽约支店的副店长。在君岛成为新桥支店的店长后，当时的任天堂社长山内溥看中他的宣传和海外业务经验发出了邀约，自此他进入任天堂工作。
2002年至2006年间任北美任天堂总裁，2014年任公司常务董事。2015年9月16日任天堂宣布，君岛担任社长，接替2015年7月11日逝世的岩田聪。
2018年4月26日，任天堂宣布由古川俊太郎自6月28日起接任社長一職，時任社長君島達己退任為顧問。

## 逸事
君岛让人觉得性格稳重平易近人，毫不张扬。高中到大学一直是排球部的成员，爱好是高尔夫球和网球。他有两个女儿。休息日会和孙子一起玩Wii Sports，不过他没什么玩游戏的才能，据说从来没赢过孙子。